# Jacques Alexandre Le Tenneur
Jacques Alexandre Le Tenneur (francès: Jacques-Alexandre le Tenneur)  (París, 1600 ↔ 1611 - 1652 ↔ 1661) va ser una matemàtic aficionat conegut per la seva correspondència polèmica amb Mersenne. Poc es coneix de la seva vida. Pel que diu en un dels seus llibres va néixer a París de família patrícia. Des de començaments de la dècada de 1640 fou resident a Clarmont d'Alvèrnia i el 1651 era conseller del senat de Guiena.
Les seves cartes han estat publicades a les obres completes de Descartes, Gassendi i altres matemàtics de l'època. La principal obra que se li atribueix és el Traité des quantitez incommensurables (París, 1640) tot i que no existeix la certesa de la seva autoria, ja que està signat I.N.T.Q.L. En ell intenta mantenir l'antiga separació entre geometria i aritmètica, en contra de la geometria analítica de Descartes. En el seu discurs introductori exposa com s'han d'explicar les matemàtiques en francès.
És autor del tractat De motu naturaliter accelerato tractatus physico-mathematicus (Paris, 1649), aparegut com una secció d'un llibre de Pierre Mousnier sobre Honoré Fabri. En aquesta obra va demostrar ser un dels pocs (per no dir l'únic) científica francesos a entendre l'obra de Galileo Galilei sobre la caiguda lliure dels cossos. En la seva discussió amb Fabri sobre la noció d'instant físic apareix, de forma molt primitiva e intuïtiva, una de les paradoxes de l'infinit.
També es conserven algunes publicacions seves polemitzant amb l'historiador Jean-Jacques Chifflet sobre la història de França i la genealogia reial. Per les cartes que acompanyaven aquestes obres quan les va enviar a Gassendi, sembla que Le Tenneur es considerava més un historiador que no pas un científic.